# Nuove strade
Nuove strade è un singolo dei rapper italiani Ernia, Rkomi e Samurai Jay, delle cantanti italiane Madame e Gaia e del DJ producer Andry the Hitmaker, pubblicato il 23 settembre 2020.
Il brano è stato prodotto da Cantera, in collaborazione con l'azienda Lavazza, ed è stato distribuito da Sony Music.

## Video musicale
Il video è stato reso disponibile in concomitanza con l'uscita del singolo, il 23 settembre 2020 attraverso il canale YouTube della Lavazza. Diretto da Davide Vicari e Manuel Tatasciore, è stato girato in un'azienda agricola di Monzambano. Nel video è presente anche l'attore Francesco Maggioni. La fine del video presenta un messaggio firmato Lavazza che recita:

## Tracce
Testi di Matteo Professione, Mirko Manuele Martorana, Gianluca Ciccorelli, Francesca Calearo, Gennaro Amatore, musiche di Andrea Moroni, Gaia Gozzi.
1. Nuove strade – 3:57

## Classifiche
| Classifica (2020) | Posizione massima |
| ----------------- | ----------------- |
| Italia            | 51                |